# Дари (језик)
Дари (перс. دری []) или дари персијски (перс. فارسی دری []), је варијанта персијског језика која се говори у Авганистану. Дари је званично признат израз за персијски од стране авганистанске владе 1964. године. У многим западним изворима језик је још познат и као авгански персијски.
Дари је заједно са паштунским језиком, службени језик у Исламској Републици Авганистан. Најраспрострањенији је језик у Авганистану и матерњи је језик за 25—50% становништва, док у земљи служи као lingua franca. Иранска и авганска варијанта персијског језика су међусобно разумљиве, са првенственим разликама у рјечнику и фонологији.
Изворно, дари је назив за староперсијски језик у раним и широко прихваћеним текстовима на арапском и персијском из 10. вијека.
Преко раног новоперсијског, дари, као и ирански персијски и таџички, представљају настанак средњоперсијског језика, службеног вјерског и књижевног језика Сасанидског царства, који сам по себи представља наставак староперсијског језика, језика Ахеменидског царства. У историјској употреби, дари се односи на средњоперсијски језик, дворски језик Сасанидског царства.